# Robert Dobbs
Luis Roberto Mendoza conhecido como Robert Dobbs (23 de maio de 1990, Chihuahua, México), é um cantor e compositor.

## Biografia
Luis Roberto Mendoza, nasceu em Chihuahua, México, em 23 de maio de 1990. Iniciou a carreira solo depois de tocar com a banda pop/rock The Mid-summer Classic como vocalista.
Aos 13 anos de idade tornou-se tecladista e vocalista da banda Lowe. Em 2005 se juntou a banda Pulso
É co-fundador da marca de vestuário  Level Cloting CO.

## Álbuns
- Good time & goodbyes
- Don't whast your time
- Delanie